# Universidade Médica Chinesa de Zhejiang
A Universidade Médica Chinesa de Zhejiang (ZJMU; chinês tradicional: 浙江中醫藥大學, chinês simplificado: 浙江中医药大学, pinyin: Zhèjiāng Zhōngyīyào Dàxué)  é uma universidade pública abrangente com sede na cidade de Hangzhou, capital da província de Zhejiang, China.

## História
A universidade foi fundada em 1953 originalmente como a Escola Vocacional de Medicina Tradicional Chinesa de Zhejiang. Mais tarde, desenvolveu-se na Faculdade de Medicina Tradicional Chinesa de Zhejiang em 1959. Foi credenciada para oferecer mestrados desde 1978 e doutorados desde 1998.

## Ligação externa
- Página oficial